# نورمان بيدولف
نورمان ستيفنسون بيدولف (بالإنجليزية: Norman Biddulph)‏ (21 أبريل 1904 - 27 سبتمبر 1955) عداء  مسافات متوسطة بريطاني. تنافس في سباق 3000 متر موانع في دورة الألعاب الأولمبية الصيفية عام 1928.

## روابط خارجية
- نورمان بيدولف على موقع أوليمبيديا (الإنجليزية)